# AS Audio-Service
Die Firma AS Audio-Service GmbH (in firmeneigener Schreibweise „AS AUDIO-SERVICE GmbH“) ist ein Unternehmen mit Sitz in Löhne, das Hörhilfen als Im-Ohr- und Hinter-Ohr-Systeme entwickelt und herstellt. Das Unternehmen wurde im Jahr 1977 von dem Hörakustikermeister Horst Peter Hühne mit dem Ziel der Herstellung und Verbreitung von Im-Ohr-Hörsystemen in Deutschland in Herford gegründet. Hühne hatte die Im-Ohr-Hörsysteme im Jahr 1976 in den USA kennengelernt. 1988 verkaufte Hühne seine Aktienanteile an Audio Service an die A&M-Hörgeräte in Crawley. Audio-Service wurde so zunächst zu einem Tochterunternehmen der „Siemens Audiology Solutions“ und nach dem Verkauf seitens Siemens 2015 ein Tochterunternehmen der heutigen Sivantos-Gruppe. Audio-Service beschäftigte 2012 circa 180 Mitarbeiter. Audio Service ist vor allem eine in Deutschland bekannte Marke für Hörsysteme und Hörhilfen.